# Li Byong-uk
Li Byong-uk   (7 de novembre de 1954) és un boxejador nord-coreà, ja retirat, que va competir durant les dècades de 1970 i 1980.
El 1976 va prendre part en els Jocs Olímpics d'Estiu de Mont-real, on guanyà la medalla de plata en la categoria del pes minimosca. En la final va perdre contra el cubà Jorge Hernández. Quatre anys més tard, als Jocs de Moscou, va guanyar la medalla de bronze en la mateixa prova, després de perdre en semifinals contra el soviètic Shamil Sabirov.
En el seu palmarès també destaca una medalla de bronze en la prova del pes minimosca als Jocs Asiàtics de 1978.